# Прилуки (Брестская область)
Прилу́ки (бел. Прылукі) — деревня в Брестском районе Брестской области Беларуси. Входит в состав Знаменского сельсовета, до 2013 года принадлежала Страдечскому сельсовету. Население по переписи 2019 года — 575 человек.

## География
Деревня Прилуки расположена в 12 км (14,5 км по автодорогам) к югу от центра города Брест, на правом берегу реки Западный Буг, по которому здесь проходит граница с Польшей. Расстояние до центра сельсовета, агрогородка Знаменка, составляет 12 км (12,5 км по автодорогам) на юго-юго-запад. Через Прилуки проходит автодорога Р94 (Брест — Томашовка) и железнодорожная линия Брест — Томашовка. В деревне есть железнодорожная платформа «Прилуки».

## Этимология
Название села Прилуки произошло от места нахождения поселения — у реки, около луки.

## История
Согласно письменным источникам поселение известно с XVI века как собственность казны в Берестейском старостве Трокского воеводства Великого княжества Литовского, а после административно-территориальной реформы середины XVI века — в Берестейском воеводстве. В 1566 году село было королевским владением, жители села имели 43 волоки земли, платили чинш — 31 грош с одной волоки, а также должны были обрабатывать господскую землю.
В 1669 году король Михаил Вишневецкий даровал иезуитам участок земли в деревне. С 1682 года имение Прилуки — собственность Хайновского, Даниловича, Кулеша, с 1721 года — К. Босацкого.
После третьего раздела Речи Посполитой (1795) в составе Российской империи, с 1801 года — в Гродненской губернии. В 1868 году здесь проживало 329 мужчин и 376 женщин. В 1870 году местные жители построили православную деревянную Покровскую церковь с колокольней (сохранилась). В 1876 году — 242 двора. В 1890 году крестьянам сельского общества принадлежало 1393,5 десятин земли. В конце XIX века в селе действовали церковно-приходская школа и народное училище.
По переписи 1897 года в селе Меднянской волости Брестского уезда был 221 двор, 1286 жителей (659 мужчин, 627 женщин), из них 1267 православных.
В Первую мировую войну с 1915 года оккупирована германскими войсками. Согласно Рижскому мирному договору (1921) деревня вошла в состав межвоенной Польши, где принадлежала гмине Медно Брестского повета Полесского воеводства. В 1921 году село насчитывало 61 двор. С 1939 года в составе БССР, в 1940 году — 178 дворов, работала скипидарня.
В Великую Отечественную войну гитлеровцы уничтожили 20 дворов, убили 21 жителя, 14 сельчан погибли на фронте. В северной части деревни располагается братская могила 6 пограничников, погибших 22 июня 1941 года, и 7 мирных жителей, убитых гитлеровцами. В 1975 году на могиле установлена стела.
С 1940 года деревня принадлежала Страдечскому сельсовету, 16 июля 1954 года передана в Гершонский сельсовет, 21 декабря 2007 года сельсовет переименован в Страдечский.
17 сентября 2013 года деревня передана из упразднённого Страдечского сельсовета в Знаменский.

## Население
На 1 января 2018 года насчитывалось 574 жителя в 225 домохозяйствах, из них 100 младше трудоспособного возраста, 327 — в трудоспособном возрасте и 147 — старше трудоспособного возраста.

## Инфраструктура
В деревне находятся начальная школа, фельдшерско-акушерский пункт, магазин, сельский клуб и кладбище.
К северу от деревни находится перекачивающая станция нефтепродуктов, к юго-востоку — ферма КРС.

## Культура
- Музей ГУО "Начальная школа д. Прилуки"

## Достопримечательности
- Свято-Покровская церковь. Построена из дерева в 1867 году.  Историко-культурная ценность Республики Беларусь, шифр 113Г000107.
- Археологическая стоянка периода мезолита, неолита, бронзового века (8-2-е тыс. до н. э.). В 2 км к югу от деревни на правом берегу реки Западный Буг. Найдено большое количество кремнёвых орудий и остатков посуды.  Историко-культурная ценность Республики Беларусь, шифр 113В000105.
- Братская могила советских пограничников и жертв фашизма (1941) —  Историко-культурная ценность Республики Беларусь, шифр 113Д000106.

Все три объекта включены в Государственный список историко-культурных ценностей Республики Беларусь.

## Галерея

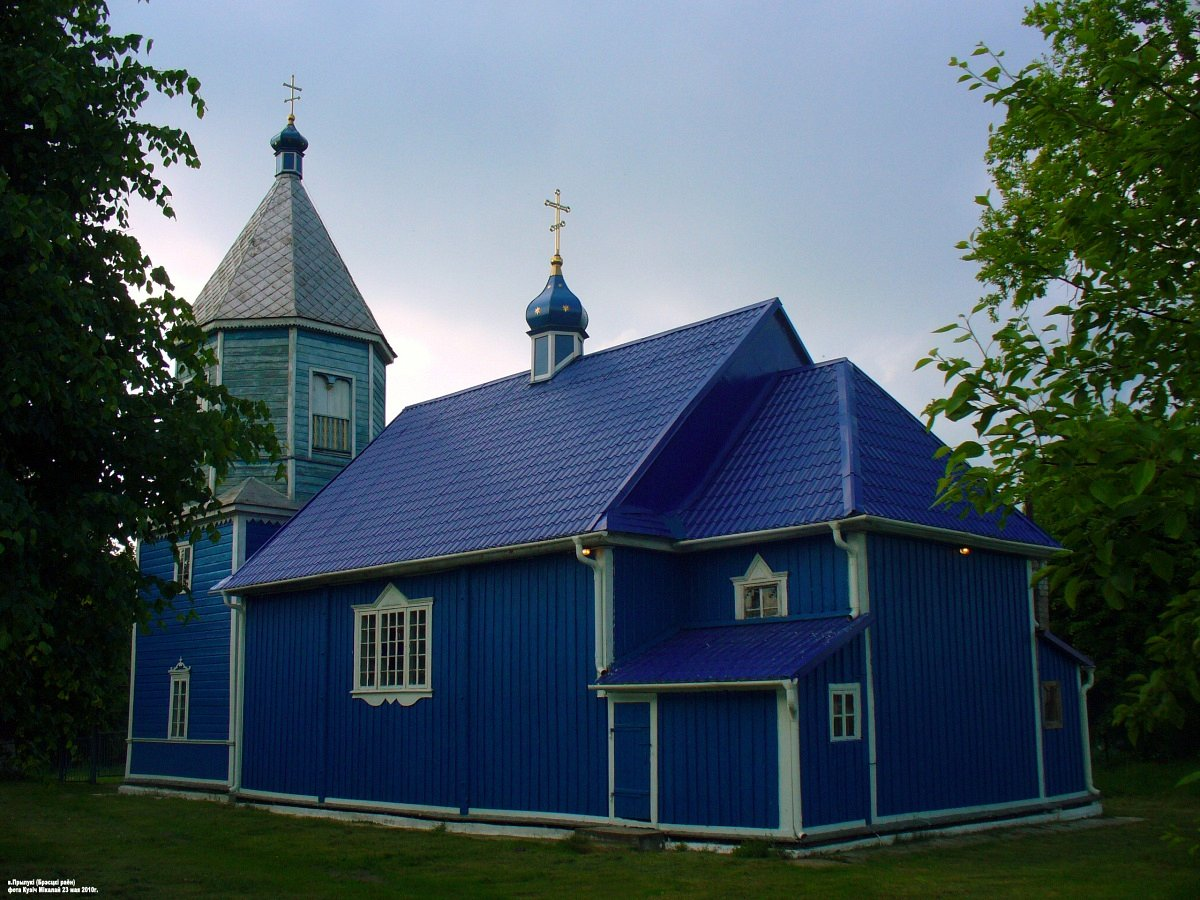
Свято-Покровская церковь
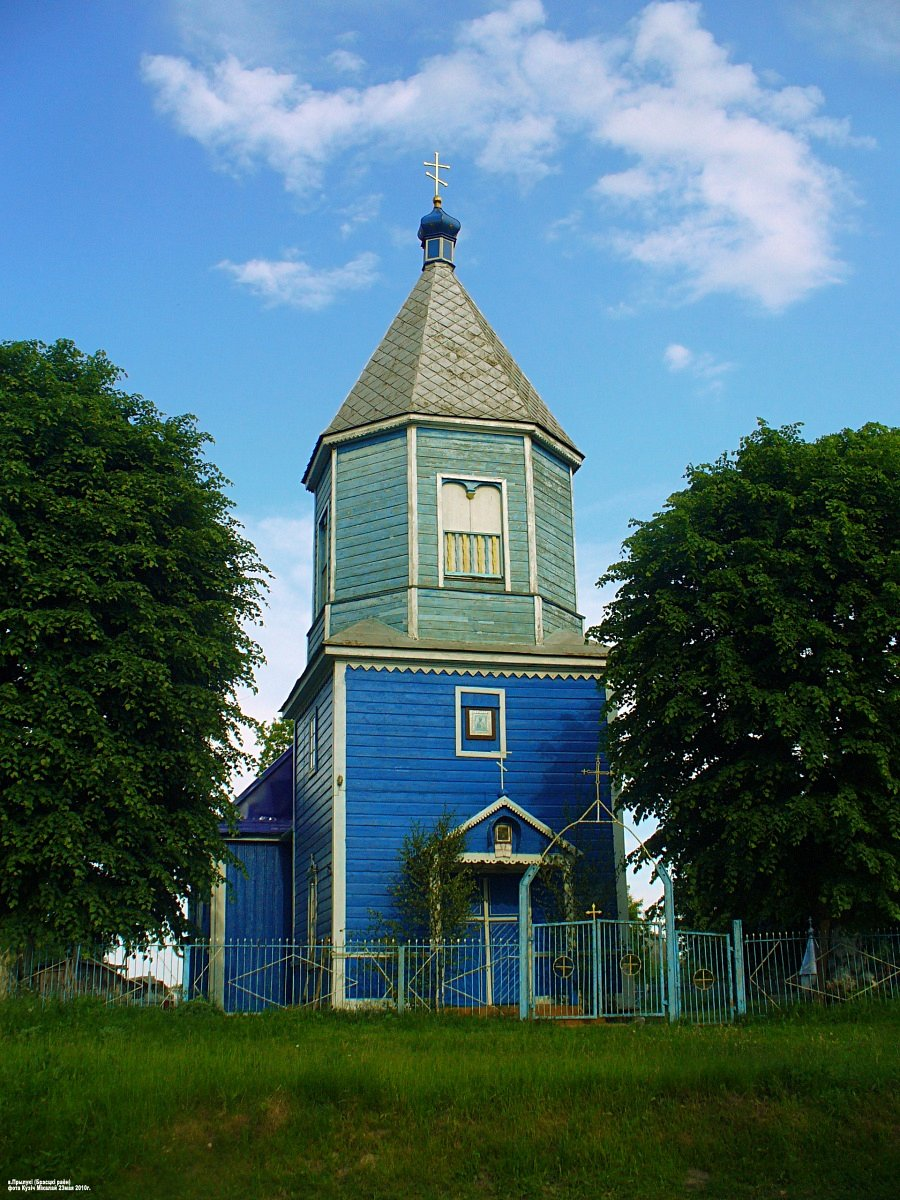
Свято-Покровская церковь
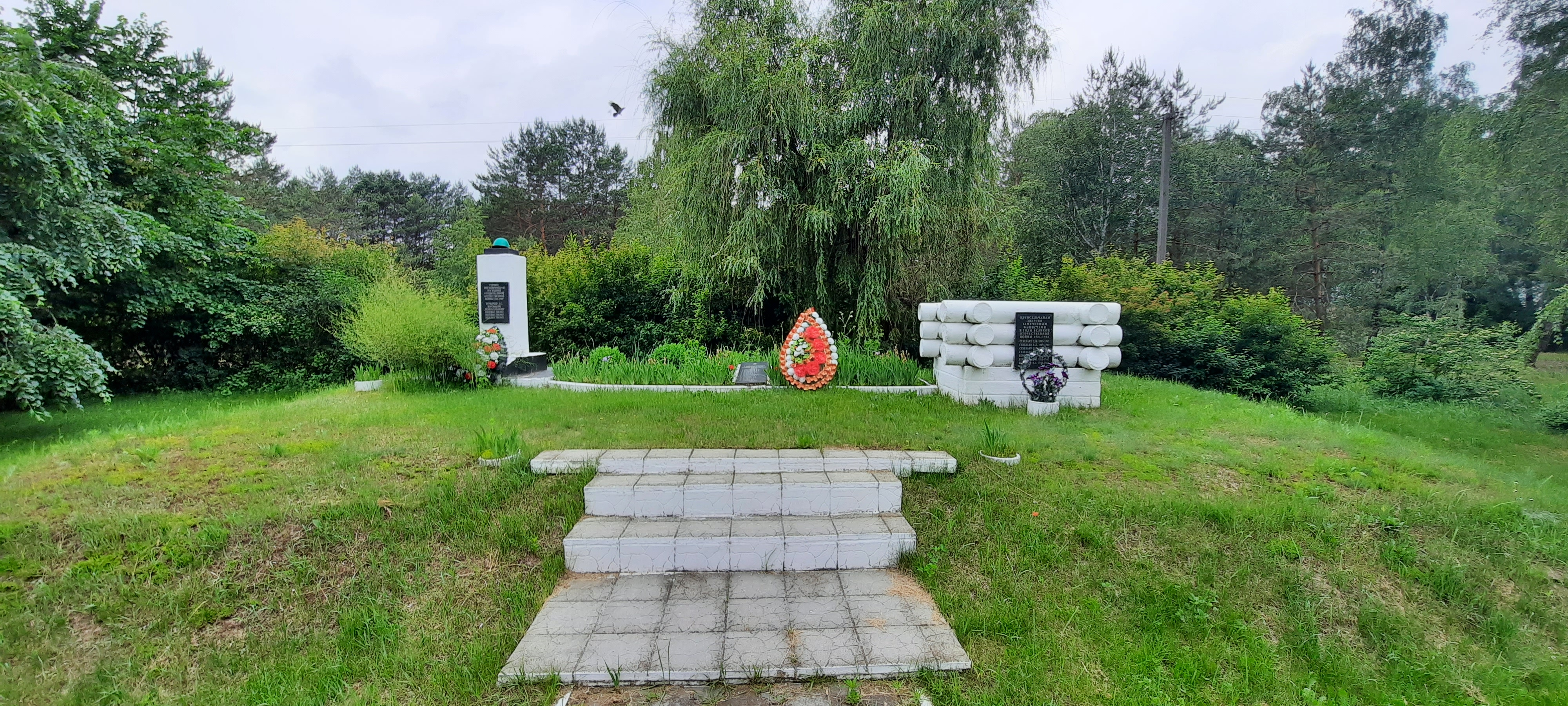
Братская могила